# Pettenkoffer Sándor (borász)
Pettenkoffer Sándor (Csákvár, 1868. október 16. – Budapest, 1946. november 5.) borász, ampelológus.

## Életpályája
1868. október 16-án született Csákváron. Gazdasági oklevelét 1890-ben szerezte a Magyaróvári Gazdasági Akadémián, majd elvégezte a budapesti Felsőbb Szőlő- és Borgazdasági Tanfolyamot. Oktatói munkát végzett a pincemesteri iskolán, valamint a Kertészeti Tanintézetben, Felsőbb Szőlő- és Borgazdasági Tanfolyamon és a Közgazdasági Egyetemen.
1897-ben került a kecskeméti borpincészethez, 1915-ben a budafoki vincellér-iskola (később pincemesteri iskola) igazgatója lett, 1921-ben szőlészeti és borászati főfelügyelőnek nevezték ki. 
Fia, Pettenkoffer Sándor borász (1902-1962) is dolgozott többek között Albrecht főherceg uradalmában főintézőként. 1949.-ben az államosítást követően megalakult Villányi Állami Gazdaságnál főkertész volt.
Unokája: Pettenkoffer Sándor (1942-) gépészmérnök (repülő), vitorlázó.

## Munkássága
Több alkalommal járt Németországban és Olaszországban, hogy tanulmányozta a szőlő- és borkezelést. A szőlőművelés és borkezelés tudományos színvonalú irodalmában Magyarországon úttörő munkát végzett.
Szakcikkei a Borászati Lapok, Kertészeti Szemle és a Köztelek hasábjain jelentek meg; az utóbbi lapnak 1911 és 1944 között rovatvezetője is volt.
A filoxéravész utáni első felújításban jelentős szerepe volt.

## Főbb munkái
- A jó pincegazda (Budapest, 1909)
- A borászat kézikönyve (Budapest, 1922)
- A bor, annak készítése és kezelése (Budapest, 1926)
- Szőlőművelés (Budapest, 1930)
- Borgazdaság (Budapest, 1937)